# علم الغدد الصماء السلوكي
علم الغدد الصماء السلوكي هو فرع من فروع طب الغدد الصماء يدرس الجهاز العصبي الصماوي وتأثيراته على السلوك. يدرس علم الغدد الصماء السلوكي الآليات البيولوجية التي تنتج السلوكيات، وهذا يعطي نظرة ثاقبة للماضي التطوري. هذا المجال له جذور في علم السلوك وعلم الغدد الصماء وعلم النفس.

## الجهاز العصبي الصماوي
المقال الرئيسي: طب الأعصاب والغدد الصم
الجهاز العصبي الصماوي هو نظام متكامل يتكون من الخلايا العصبية والغدد والأنسجة غير الصماء، وتنظم الهرمونات والمواد الكيميائية العصبية التي تنتجها وتتلقى بشكل جماعي الحالة الفسيولوجية أو السلوكية.

### تحت المهاد
المقال الرئيسي: تحت المهاد
ما تحت المهاد هو جزء متميز من الدماغ يتكون من الخلايا العصبية والغرض الرئيسي منه هو الحفاظ على التوازن. يلعب تحت المهاد أيضًا دورًا مهمًا في بقاء الفرد من خلال دمج التفاعلات بين العمليات الهرمونية والسلوكية، مثل سلوك الأكل والسلوك العدواني.

### الغدة النخامية
المقال الرئيسي: الغدة النخامية
الغدة النخامية الموجودة في الدماغ هي نظام رئيسي في الجهاز العصبي الصماوي لأن إفراز الهرمونات من الغدة النخامية الأمامية ينظمه الجهاز العصبي المركزي مباشرة.

## التنظيم العصبي الصماوي للسلوك
يتأثر السلوك الاجتماعي، والسلوك الإنجابي، والحالات المزاجية، والمشاعر، والمواقف، والنمو، والبقاء على قيد الحياة بالجهاز العصبي الصماوي ويتم دراستها في مجال علم الغدد الصماء السلوكية.

### هرمونات الغدة الكظرية
المقال الرئيسي: هرمونات الغدة الكظرية

#### الكورتيزول
المقال الرئيسي: الكورتيزول
راجع قسم الكورتيزول: الذاكرة والتوتر والمزاج لمزيد من المعلومات حول كيفية تأثير الكورتيزول على السلوك.

#### الأدرينالين
المقال الرئيسي: الأدرينالين
راجع قسم الأدرينالين: الاستجابة العاطفية والذاكرة لمزيد من المعلومات حول كيفية تأثير الأدرينالين على السلوك.

### المنشطات الجنسية
المقال الرئيسي: السترويدات الجنسية

#### التستوستيرون
يتم إفراز هرمون التستوستيرون عن طريق خصيتي الذكور ومبايض الإناث، على الرغم من أن الغدد الكظرية تفرز كميات صغيرة منها. وهو الهرمون الجنسي الرئيسي للذكور والستيرويد الإبتنائي.

#### الإستروجين
تشكل الإستروجين معًا مجموعة من الهرمونات الجنسية الأنثوية الأولية التي يتم تصنيعها في المبايض. انظر الاستروجين: الدماغ والسلوك لمعرفة المزيد عن دور هرمون الاستروجين في الغدد الصماء السلوكية.

### هرمونات الغدة الدرقية
هرمونات الغدة الدرقية هي المسؤولة عن التحكم في التمثيل الغذائي والجهاز العصبي ودرجة حرارة الجسم وتطوير العديد من أجهزة الأعضاء مثل الجهاز التناسلي.

## الأمراض والطب
المقال الرئيسي: أمراض الغدد الصماء
فرط نشاط الغدة الدرقية وقصور الغدة الدرقية هما الخللان الرئيسيان المرتبطان بالتغيرات السلوكية وكيمياء الدماغ بسبب الاختلالات في هرمونات الغدة الدرقية، ثلاثي يودوثيرونين (T3) وهرمون الغدة الدرقية (T4).

## التاريخ
علم الغدد الصماء السلوكي له جذور في علم السلوك وينظر إليه أيضًا على أنه مزيج من علم الغدد الصماء وعلم النفس. مثل علم السلوك، يركز علم الغدد الصماء السلوكي على السلوك على مستوى الكائن الحي بأكمله. أحدث اختراع تقنيات المقايسة المناعية الإشعاعية ثورة في علم الغدد الصماء السلوكي، مما سمح للعلماء برؤية وتحديد الهرمونات. يقاوم هذا المجال تاريخيًا التفكير الاختزالي ويركز على الجوانب الفسيولوجية للسلوك.

### العلماء المؤثرون
تشارلز أوتيس ويتمان
كارل لاشلي

## المنظمات
1. جمعية العلم العصبي الصماوي السلوكي- منصة توفر شبكة بين الأشخاص المهتمين من جميع مستويات الخبرة المختلفة.[9]